# Renaud Denauw
Renaud Denauw, dit simplement Renaud, né le 28 novembre 1936 à Mouscron (province de Hainaut), est un dessinateur belge de bande dessinée.

## Biographie
Renaud Denauw naît le 28 novembre 1936 à Mouscron. Il étudie le dessin et la lithographie à l'Institut Saint-Luc de Tournai et en sort diplômé. Après des travaux pour la publicité pendant un an, il dessine sous le pseudonyme de Sylvain, la série pour adultes Merline sur des scénarios de Terence, publiée aux Éditions des Archers,. En même temps, il livre des récits complets qui paraissent dans la collection « Comics Pocket » des éditions Arédit/Artima,. Il crée sa première héroïne Miss Pamela Waps, alias « La Guêpe ».
Renaud collabore ensuite à des périodiques de bande dessinée : Le Journal de Spirou (Aymone entre 1975 et 1977, Myrtille, Vidpoche et Cabochar en 1978) puis Tintin, où le rédacteur en chef Jean-Luc Vernal écrit pour lui Brelan de dames en 1979. Après ces aventures d'espionnage inspirées de la série télévisée Drôles de dames, il renoue avec la bande dessinée pour enfants dans Platon, Torloche et Coquinette en 1983,. Son association avec Jean Dufaux, commencée avec Brelan de dames, se poursuit avec la série Jessica Blandy. Cette peinture de l'Amérique des années 1980, influencée par Bret Easton Ellis et le cinéma des frères Coen, va rencontrer le succès et populariser le duo. Ils travailleront de nouveau ensemble pour Les Enfants de la salamandre, Santiag et Vénus H..
Renaud a également travaillé avec Gihef sur des bandes dessinées telles que la bande dessinée sur la Seconde Guerre mondiale D'Encre et de Sang (Sandawe, 2014) et un autre spin-off de Jessica Blandy, le thriller diptyque Crotales (2014).
Pour la collection « Sports Collection » des éditions TJ, il dessine en collaboration avec Philippe Glogowski la série consacrée au football et à l'équipe de Belgique de football Les Diables Rouges intitulée Rêve Brésilien. Elle compte trois volumes : Le Pari (2013), L'Exploit (2014) et Les Diables à l'Euro (2016). Il intercale également le one shot Allez les bleus sur l'équipe de France dans la même collection en 2014.
En 2016, il reprend à la suite de Pascal Zanon, la série Harry Dickson écrite par Christian Vanderhaeghe pour trois albums,. Il publie Les Crabes un polar qu'il réalise en tant qu'auteur complet aux Éditions du Aner en 2018. Trois ans plus tard, il publie de la sorte Blousés chez le même éditeur à l'âge de 84 ans.
En outre, Renaud participe à différents albums collectifs dont L'Aventure du journal Tintin - 40 ans de bande dessinée (Le Lombard, 1986), Flash Back (Comic! Events, 1995), C'est fou le foot sans les règles (Pictoris studio, 1998).

### Vie privée
Renaud réside à Gozée en Belgique en 2022.

## Œuvres

### One shots
- Aymone : Les Exilés du temps, Point Image, Bruxelles, 1997
Scénario : Jean-Marie Brouyère - Dessin : Renaud
- Allez les bleus, TJ Éditions, coll. « Sports collection », Biesme, 27 mars 2014
Scénario : Philippe Glogowski, Maurice Loiseau - Dessin : Philippe Glogowski, Renaud - Couleurs : quadrichromie -  (ISBN 978-2-930743-06-6)
- Ramatuelle et Pampelonne : De l'histoire d'un village à la légende d'une plage[21], Éditions du Signe, 11 juin 2014
Scénario : Jean-Marie Cuzin - Dessin : Renaud - Couleurs : Dieter -  (ISBN 978-2-7468-3075-2)
- Les Crabes, Éditions du Aner, 2021
Scénario et dessin : Renaud - Couleurs : noir et blanc -  (ISBN 978-2-8052045-6-2)
- Blousés, Éditions du Aner, 2021
Scénario, dessin et couleurs : Renaud -  (ISBN 978-2-9602729-0-1)

### Collectifs
- L'Aventure du journal Tintin - 40 ans de bande dessinée[46], Le Lombard, Bruxelles, novembre 1986
Scénario et couleurs : collectif - Dessin : collectif dont Renaud -  (ISBN 2-8036-0574-0),Participation : Brelan de dames et Platon, Torloche et Coquinette.
- Flash Back[47], Comic! Events, août 1995
Scénario : collectif - Dessin : collectif dont Renaud - Couleurs : noir et blanc,Ce Flash Back a été réalisé en collaboration avec Bédéciné Illzach et édité à l'occasion du 10e festival BD Coxyde (15 juillet au 6 août 1995) à 1 500 exemplaires numérotés à la main. Rares textes et titres des séries en deux langues : français et flamand. D/1995/6941/06. Format à l'italienne.
- C'est fou le foot sans les règles, Pictoris studio, mai 1998
Scénario : collectif - Dessin : collectif dont Renaud - Couleurs : quadrichromie -  (ISBN 2-84153-100-7)

### Recueils d’illustrations
- Vénus H. : Les Archives secrètes, Tropica BD, 2005
- Les Carnets secrets de Renaud, Sandawe, 2016.

### Para-BD
À l'occasion, Renaud réalise des portfolios, ex-libris, posters, cartes ou cartons, jaquettes, marque-pages. Il réalise également des affiches pour des festivals de bande dessinée.

### Collections publiques
110 œuvres de cet artiste sont conservées au Centre belge de la bande dessinée et font partie du patrimoine mobilier de la région Bruxelles-Capitale.

## Récompenses
- 1989 :  prix spécial du jury au festival de Sierre[10] ;
- 1992 :  Betty Boop Prix spécial du jury au Festival d'Hyères[10] ;
- 1993 :  prix d'Honneur au Festival de bande dessinée de Middelkerke à Middelkerke pour Jessica Blandy[51] ;
- 1994 :  prix à Lille[10] ;
- 1996 :  prix Cori au Salon BD de Maisons-Laffitte[10] avec Jean Dufaux pour Troubles au paradis ;
- 2016 :  prix de la mer du Nord, Festival de bande dessinée de Knokke-Heist (nl) à Knokke-Heist[52].

#### Livres
: document utilisé comme source pour la rédaction de cet article.
- Henri Filippini, Dictionnaire de la bande dessinée, Paris, Bordas, 1989, 731 p., ill. ; 27 cm (ISBN 2-04-018455-4, BNF 35065653, présentation en ligne), p. 666.
- Jean-Louis Lechat, Un demi-siècle d’aventures t. 2 : 1970 - 1996, Bruxelles, Le Lombard, 5 décembre 1996, 224 p., ill. ; 31 cm (ISBN 280361233X, OCLC 37995939, BNF 37539082, présentation en ligne), p. 80, 108, 141. .
- Jean Pirotte (dir.) et Luc Courtois, Du régional à l'universel. : L'imaginaire wallon dans la bande dessinée., Louvain-la-Neuve, Fondation wallonne Pierre-Marie et Jean-François Humblet, 1999, 310 p. (ISBN 978-2-9600072-3-7 et 2960007239, OCLC 1075833932), p. 246-247 lire sur Google Livres
- Jacques Fiérain, « Renaud », dans La BD dans la province du Hainaut, Charleroi, Éd. l'Âge d'or, septembre 2006, 96 p., ill. ; 31 cm (ISBN 9782960046458 et 2960046455, OCLC 469651838, présentation en ligne), p. 36.
- Patrick Gaumer, « Renaud », dans Dictionnaire mondial de la BD, Paris, Larousse, 2010, 953 p., ill. ; 27 cm (ISBN 978-2-0358-4331-9 et 2-0358-4331-6, OCLC 920924930, présentation en ligne), p. 719-720. .
- Philippe Mellot, Michel Denni, Laurent Turpin et Isabelle Morzadec, Trésors de la bande dessinée : BDM 2021-2022 - Catalogue encyclopédique et Argus, Paris, Les Arènes, novembre 2020, 22e éd., 1700 p., ill. ; 23 cm (ISBN 9791037502582, présentation en ligne), p. 46, 99, 178, 294, 334, 339, 398, 385, 514, 568, 588, 775, 890, 945, 1001, 1278. .

#### Périodiques
- Renaud (interviewé par Éric Vermeulen et Benoît Houbart), « Spécial no 12 », Rêve-en-Bulles, A.D.A.C.B.D., no 12,‎ janvier 1996, p. 26-31.

#### Articles
- Renaud (interviewé par Jean-Philippe de Vogelaere), « La province en bulles (14) Renaud expose « La Route Jessica » à Wavre : « Une violence hélas banalisée » », Le Soir,‎ 13 juin 2009 (lire en ligne , consulté le 15 novembre 2024).

### Podcasts
- Interview Renaud (Denauw) émission Eclectrique présentée par Romain Pierre Giergen, sur 48FM via Mixcloud, circa 2019, (30 min 55 s).